# Axel Norén
Axel Norén, né le 4 avril 1999 en Suède, est un footballeur suédois qui évolue au poste de défenseur central au Mjällby AIF.

## Biographie

### Débuts en Suède
Né en Suède, Axel Norén est formé par le Sölvesborgs GoIF (en), puis par le Mjällby AIF. Il joue son premier match en professionnel le 16 avril 2017, lors de la première journée de la saison 2017 de troisième division suédoise face au Qviding FIF. Il entre en jeu à la place de Joel Nilsson et son équipe l'emporte par deux buts à un.
Le 2 janvier 2019, Norén rejoint le Gefle IF, qui joue alors en troisième division.

### Falkenbergs FF
Le 25 août 2020 Axel Norén rejoint le Falkenbergs FF, signant un contrat de deux ans et demi, soit jusqu'en décembre 2022.
Il découvre l'Allsvenskan, l'élite du football suédois, en étant titularisé le 13 septembre 2020 face à l'IFK Göteborg. Son équipe est battue par trois buts à zéro ce jour-là.

### GAIS
Le 25 février 2022, Axel Norén s'engage en faveur du GAIS. Le transfert est annoncé dès le 7 décembre 2022 et il signe un contrat courant jusqu'en décembre 2025.
Le 6 décembre 2022, Axel Norén signe un nouveau contrat de deux ans avec le GAIS, étant alors lié au club jusqu'en décembre 2024.

### Retour au Mjällby AIF
Le 6 janvier 2025, Axel Norén fait son retour au Mjällby AIF. Il signe un contrat courant jusqu'en décembre 2027,.